# Entelexis magnoliae
Entelexis magnoliae är en svampart som beskrevs av Van der Walt & Johannsen 1973. Entelexis magnoliae ingår i släktet Entelexis, ordningen Saccharomycetales, klassen Saccharomycetes, divisionen sporsäcksvampar och riket svampar.   Inga underarter finns listade i Catalogue of Life.